# آشاخ آندر اشتیر
آشاخ آندر اشتیر (به آلمانی: Aschach an der Steyr) یک منطقهٔ مسکونی در اتریش است که در ناحیه استیر لند واقع شده‌است. آشاخ آندر اشتیر ۲۲ کیلومتر مربع مساحت دارد ۴۳۵ متر بالاتر از سطح دریا واقع شده‌است.